# Rhizopus stolonifer
Rhizopus stolonifer es un tipo de moho, hallable en crecimiento en pan, conocido como «moho negro del pan». Es un miembro del género Rhizopus, que se compone de hongos con esporangios columnares hemiséricos aéreos, anclados al sustrato por rizoides. Puede causar infecciones muy contagiosas si no se tiene cuidado. Puede causar reacciones concretas alérgicas. Rhizopus stolonifer posee esporas que flotan alrededor en el aire. En microbiología industrial, este moho es usado en la bioconversión de progesterona en 11-alfa-Hidroxiprogesterona, una etapa en la producción de cortisona.

## Historia
Este hongo fue descubierto por primera vez por el científico alemán Christian Gottfried Ehrenberg en 1818 como Rhizopus nigricans. El nombre fue cambiado en 1902 a Rhizopus stolonifer por el micólogo francés JP Vuillemin.

## Hábitat y ecología
Rhizopus stolonifer es una especie distribuida mundialmente. Se encuentra en todo tipo de materiales como moho. A menudo es uno de los primeros mohos que aparecen en el pan duro. Puede existir tanto en el suelo como en el aire. Esta especie coloniza una variedad de sustratos naturales porque R. stolonifer puede tolerar amplias variaciones en la concentración de nutrientes esenciales y puede usar carbono y nitrógeno combinados en diversas formas. 
En el laboratorio, este hongo crece bien en diferentes medios, incluidos los que contienen sales de amonio o compuestos amino. Sin embargo, R. stolonifer no crecerá en el agar de Czapek (CZA) porque no puede utilizar nitrógeno en forma de nitrato. Rhizopus vive en hifas y esporas maduras.

## Crecimiento y fisiología

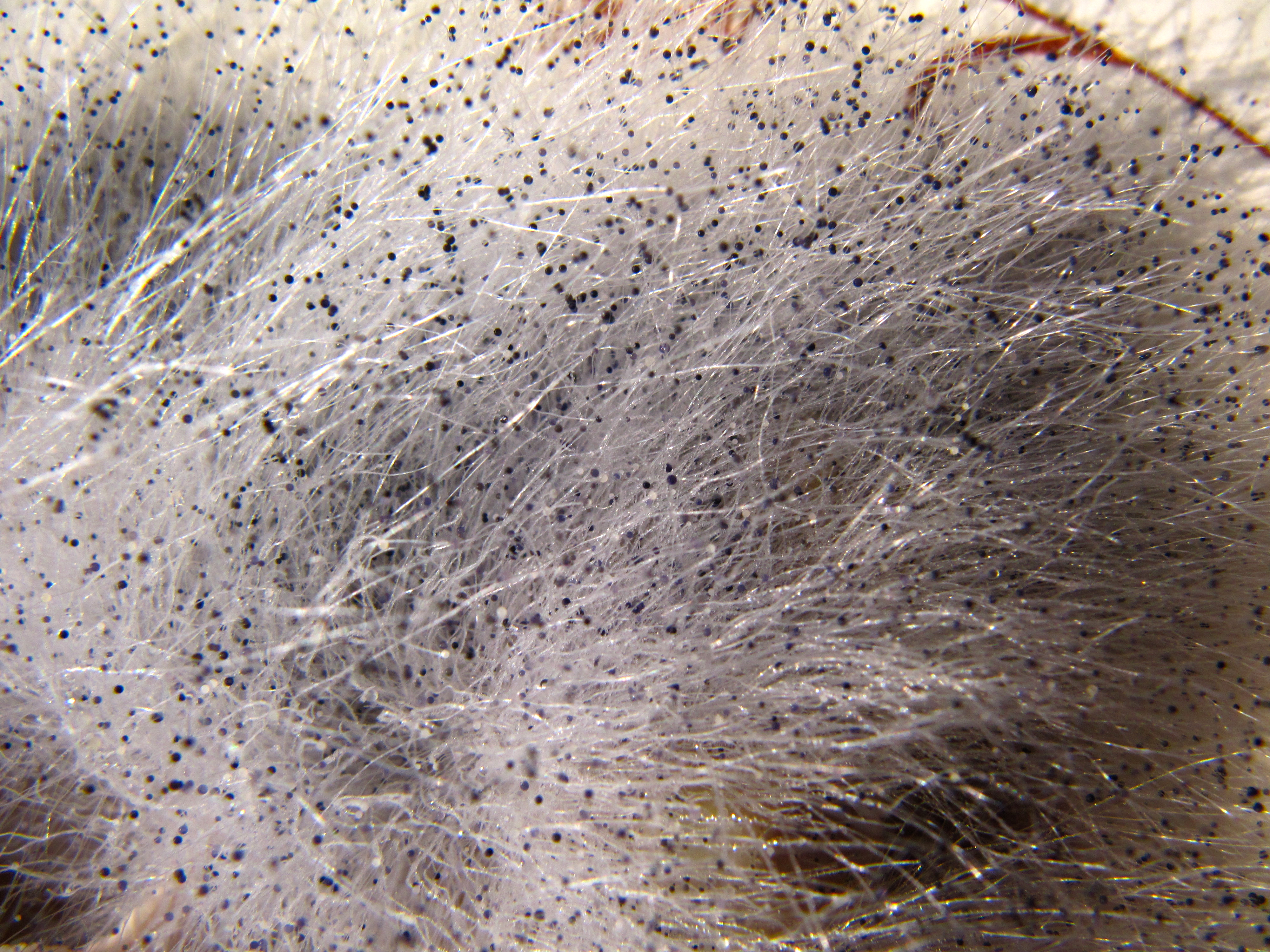
Crecimiento del moho.

Esta especie se conoce como saprotrofica y juega un papel importante en la colonización temprana de sustratos en el suelo. Sin embargo, también puede comportarse como un parásito de los tejidos vegetales, causando una pudrición de verduras y frutas. Al igual que otras especies de Rhizopus, R. stolonifer crece rápidamente y se propaga a través de los estolones. Los estolones proporcionan una estructura aérea para el crecimiento del micelio y la ocupación de grandes áreas. Pueden escalar tanto vertical como horizontalmente. Los esporangióforos de R. stolonifer pueden tener hasta 2.5 mm de largo y aproximadamente 20 μm de diámetro. Las esporas tienen una forma diferente dependiendo de los nutrientes disponibles. Pueden ser ovados, poligonales o angulares. La temperatura óptima para el crecimiento varía entre 25-30 °C. El punto de muerte térmica, que se define como la temperatura más baja que puede matar a todas las células en diez minutos, es de 60 °C. Rhizopus stolonifer puede crecer en ambientes ácidos con un pH tan bajo como 2.2. El rango de pH puede variar de 2.2 a 9.6. La radiación ultravioleta puede retrasar la germinación de esporas.

## Reproducción
Rhizopus stolonifer puede reproducirse tanto sexual como asexualmente. Es una especie heterotálica. La reproducción sexual ocurre cuando se combinan cepas de apareamiento compatibles, lo que finalmente da lugar a cigotosporas. La meiosis se retrasa hasta la germinación de las cigotosporas. La gametogenia a menudo difiere en tamaño, independientemente del tipo de apareamiento. Esta diferencia de tamaño no se debe al sexo, sino presumiblemente a la nutrición.

## Enfermedad y prevención

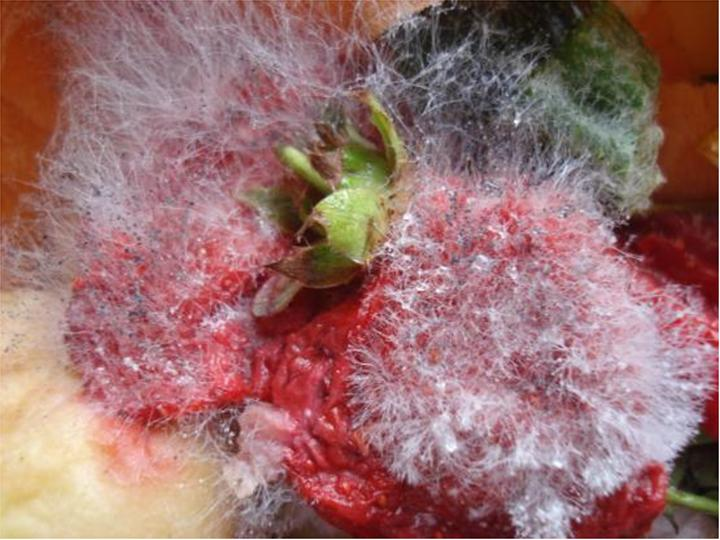
Mohos de Rhizopus stolonifer colonizando una fresa.

La enfermedad causada por este hongo ocurre principalmente en frutas maduras, como las frutillas, el melón y el melocotón, que son más susceptibles a las heridas y tienen un mayor contenido de azúcar. Después de un par de días, las frutas infectadas se vuelven suaves y liberan jugos con un olor ácido. Cuando la humedad y la temperatura son favorables, el crecimiento micelial ocurre rápidamente en la superficie de la fruta infectada y la enfermedad provoca el desarrollo de estolones miceliales largos con esporangios y esporas negras. Cuando el hongo germina, produce diferentes tipos de esterasas, incluida la cutinasa , que ayudan al hongo a penetrar en la pared celular de la planta. La enfermedad también puede afectar a otras frutas sanas adyacentes cuando se distribuye por la actividad del viento o los insectos. 
Algunas especies de Syncephalis pueden reducir la reproducción asexual de R. stolonifer y, por tanto, pueden retrasar o incluso prevenir la enfermedad poscosecha causada por este hongo. Fengycin, que es un complejo antifúngico, también induce la muerte celular por hongos a través de la necrosis y la apoptosis. El tratamiento de las batatas con ortofenil fenol sódico (Stopmold B) y diclorán (Botran W) ha reducido efectivamente la pudrición por almacenamiento. 
Rhizopus stolonifer es un agente infeccioso oportunista de la enfermedad y por tanto, solo causará infección en personas con una inmunidad debilitada. La cigomicosis es la principal enfermedad causada por este hongo en humanos y aunque todavía no se comprende por completo, esta enfermedad es muy peligrosa y puede ser mortal. La acción de oler los alimentos en mal estado puede ser una fuente de exposición por inhalación del moho.

## Importancia
Rhizopus stolonifer es económicamente importante como agente de descomposición del almacenamiento posterior a la cosecha.
Si bien la levadura Saccharomyces cerevisiae es la fuente más importante de alcohol industrial, R. stolonifer y otras especies de Rhizopus también producen alcohol etílico, que es el producto de fermentación más importante. Rhizopus stolonifer también se usa comercialmente para fabricar ácido fumárico y ácido láctico de alta pureza. La presencia de zinc reduce la cantidad de ácido fumárico producido por el hongo.